# Idealismo assoluto
L'idealismo assoluto è una concezione idealistica che, andando oltre quella semplicemente gnoseologica o trascendentale di Kant, si presenta non solo come sistema della conoscenza, ma anche dottrina esaustiva della totalità del reale, riconducendola alla supremazia del proprio Pensiero Ideale, non lasciando nulla fuori di sé.
Kant aveva definito «trascendentale» o formale il suo idealismo conoscitivo, sostenendo che è il soggetto umano a modellare, secondo leggi a priori, gli oggetti della conoscenza, ma non al punto da crearli materialmente da solo. In tal modo, al di là dei fenomeni su cui si esercita l'attività del soggetto, egli aveva posto un impenetrabile noumeno o cosa in sé, dando luogo a un dualismo in grado di togliere stabilità alla sua stessa teoria della conoscenza.
Per darle coerenza e organicità, Fichte rimosse pertanto quel suo residuo realistico, trasformandola in idealismo assoluto, fondato sulla capacità intuitiva-intellettuale del soggetto di accedere al noumeno, in cui il conoscere cioè fosse al contempo un creare, seppure in maniera inconscia. Non ammettendo nient'altro oltre l'Io, quest'ultimo diventa assoluto perché il non-io viene reso una sua parte, posta inconsciamente come ostacolo per realizzare se stesso sul piano etico.

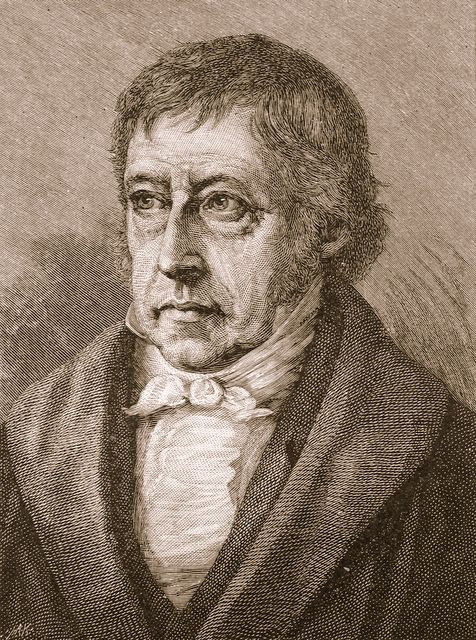
George W. Friedrich Hegel

Schelling, che per primo ricorse al termine idealismo assoluto, obiettò a Fichte che il suo idealismo, pur presentandosi come assoluto e coerente, era ancora parziale, essendo soltanto un ideale trascendentale, da realizzare in una prospettiva etica infinita. E gli oppose il proprio idealismo, assoluto e al contempo trascendentale, perché in esso soggetto e oggetto, forma e contenuto, sono uniti immediatamente nell'Assoluto, quale realtà incondizionata già realizzata a priori nell'autocoscienza dell'intuizione intellettuale, atto conoscitivo e produttivo insieme in cui consiste l'idealismo stesso.
Una tale visione dell'Assoluto fu contestata a sua volta da Hegel quale unità indifferenziata in cui gli opposti si smarriscono in un generico anonimato, paragonato ad una «notte in cui tutte le vacche sono nere». Idealismo autenticamente assoluto è per Hegel quello in cui gli opposti, anziché essere uniti immediatamente, realizzano quest'unione in forma mediata, attraverso un processo dialettico caratterizzato dall'interazione tra una tesi e un'antitesi risolta da una sintesi che, superandole, rappresenta la loro confutazione e al contempo conservazione.
Idea, Natura, e Spirito sono i tre momenti principali di questo percorso idealistico, assoluto perché la Ragione, attraverso i vari passaggi, giunge infine a diventare consapevole di sé come unica Realtà assoluta, che tutto comprende. La Coscienza si rispecchia nel mondo grazie all'unità di pensiero ed essere, non più espressa come identità astratta {\displaystyle A=A}, ma raggiunta attraverso un processo dinamico e storico che tenga conto della loro ricchezza e differenze. L'idealismo assoluto, in definitiva, è l'intento dello Spirito di dimostrare, e così realizzare, questa stessa unità.
Hegel lo definì «assoluto» presentandolo come la sintesi compiuta dell'idealismo di Fichte da un lato, da lui denominato «soggettivo» perché sbilanciato verso l'attività critica e agente del soggetto, e di quello schellinghiano dall'altro, designato viceversa come «oggettivo» perché vedrebbe l'idealismo dalla parte inconscia e dogmatica dell'oggetto.
L'idealismo assoluto dei tre filosofi tedeschi e in particolare di Hegel, da cui nasceranno le scuole contrapposte della Destra e della Sinistra hegeliana, esercitò una forte influenza sulla filosofia della religione del mondo anglo-sassone. Ad esso si rifaranno gli esponenti dell'idealismo britannico quali Hill Green, Caird, Bradley, Bosanquet, Wallace, Caird, mentre in America lo sviluppo del pensiero hegeliano si mosse come in Josiah Royce verso il pragmatismo.
In Germania si ebbe un ritorno all'hegelismo assoluto (Neuhegelianismus) ai primi del Novecento nell'ambito del neokantismo ad opera di Kroner, mentre in Francia si segnala Kojève. In Italia esso venne riformulato dal neoidealismo storicista di Croce, e da quello attualista di Gentile. Riprendendo l'interpretazione che ne aveva dato Spaventa, Gentile riconciliò l'hegelismo con l'idealismo fichtiano, sostenendo che l'Assoluto non è un fatto, o un concetto definibile in maniera compiuta, bensì un atto, un pensare perennemente in divenire, ossia un agire mai concluso.
L'idealismo gentiliano volle essere pertanto sia trascendentale, perché risolveva il mondo nell'autocoscienza dello Spirito pensante inteso come soggettività e come conoscere; ma anche «assoluto» in senso hegeliano, perché una tale autocoscienza è una totalità oggettiva risultante da una mediazione dialettica, raggiunta attraverso l'estraniarsi nell'altro da sé. La dialettica tuttavia, per Gentile, attiene solo al pensiero pensante, non può essere costruita con elementi statici propri del pensiero pensato.
Quello di Hegel, secondo Gentile, era quindi un idealismo ancora parziale, essendo approdato a un risultato ritenuto definitivo, immutabile, situato al culmine dello sviluppo dello Spirito, e pertanto estraneo alla totalità del suo eterno fluire. Il processo con cui il Pensiero giunge a prodursi, invece, articolandosi nei tre momenti dell'arte, della religione e della filosofia, non può essere anteriore all'atto con cui il pensiero si pensa, ma coincide con questo medesimo atto, perché non si possono formulare pensieri privi della coscienza di formularli. Solo identificandosi nella consapevolezza di questo atto vivo del pensare, l'idealismo può dirsi assoluto:
(Giovanni Gentile, Teoria generale dello spirito come atto puro, cap. XVII, § 1 )